# União Nacional Democrática (Argélia)
A União Nacional Democrática (em francês:  Rassemblement National Démocratique, e em árabe: التجمع الوطني الديمقراطي‎ (sigla: RND)) é um partido político da Argélia. O Primeiro-Ministro Ahmed Ouyahia é o líder do partido. Nas eleições parlamentares de 2002, o RND ficou com 9,5% dos votos, e obteve 47 das 380 cadeiras do Parlamento. A RND é membro da aliança governamental formada por três partidos, chamada de aliança presidencial, criada em 2005, e inclui também o Movimento da Sociedade pela Paz (ex-Hamas) e a Frente de Libertação Nacional (FLN).